# Cheumatopsyche gracilis
Cheumatopsyche gracilis là một loài Trichoptera trong họ Hydropsychidae. Chúng phân bố ở miền Tân bắc.